# Luis Advíncula
Luis Jan Piers Advíncula Castrillón (Chincha Alta, 2 de março de 1990) é um futebolista peruano que atua como lateral-direito. Atualmente joga no Boca Juniors.
Jogador de muita velocidade, também é conhecido pelo seu apoio no ataque. Ele é irmão por parte de pai do também futebolista André Advíncula. Desde 2010 é presença constante nas convocações da Seleção Peruana, sendo o terceiro jogador com mais partidas pela equipe nacional em toda a história.

## Biografia
Luis Advíncula nasceu no Hospital María Auxiliadora em 1990, e passou a infância no distrito de El Carmen em Chincha, cidade natal de seus pais: o ex-jogador Luis Advíncula e a cozinheira Felicia Castrillón. Viveu também em Lurín e em Chicmabamba, no distrito de San Martín de Porres.
Seu pai, que atuou como profissional em clubes como Deportivo Junín, Club Centro Deportivo Municipal, Coronel Bolognesi, Melgar e Atlético Torino, comandava em Lima um time chamado Los Leones de Chicmabamba, onde seu filho Luis era um dos jogadores que mais se destacavam, apesar da pouca idade.

## Carreira

### Juan Aurich
Iniciou sua carreira nas categorias de base do Esther Grande de Bentín, se transferindo depois para o Juan Aurich, de Chiclayo, onde fez sua estreia como profissional no Campeonato Descentralizado 2009 no dia 21 de fevereiro, na segunda rodada, diante do Club Inti Gas Deportes, em Chiclayo. Foi pelo clube chiclayano que se tornou conhecido, disputando um total de 31 partidas e marcando apenas um gol pela liga nacional. Seu clube fez uma grande campanha, terminando na liderança da primeira etapa do Campeonato Descentralizado e em segundo lugar na subsequente liguilla A, ficando atrás apenas do Alianza Lima, mas se classificando à Copa Libertadores da América de 2010. Suas boas atuações na equipe do Norte peruano o levaram a ser contratado pelo Sporting Cristal em 2010.

### Sporting Cristal
Atuando pelos rimenses, Advíncula despertou interesse de grandes equipes do futebol inglês, como Arsenal e Liverpool. Em abril de 2012, quase assinou com o Houston Dynamo, dos Estados Unidos, mas o acordo não se completou até o fim da janela de transferências norte-americana.
No dia 19 de julho, acerta um contrato de três anos com o Tavriya Simferopol da Premier-Liha ucraniana. A equipe do leste europeu desembolsou 800 mil dólares por 85% do passe do lateral peruano. A estadia de Advíncula na Ucrânia durou apenas um mês, já que o clube que o contratou já havia passado do limite de atletas estrangeiros permitidos na liga. Com isso, ele foi emprestado ao Sporting Cristal.

### Hoffenheim
Em janeiro de 2013, Advíncula fechou com o Hoffenheim até o meio de 2016. Realizou sua estreia pelo time alemão no dia 26 do mesmo mês, atuando como titular na partida contra o Eintracht Frankfurt de Carlos Zambrano. O lateral foi substituído no intervalo da partida, na qual sua equipe perdeu por 2 a 1 pela 19ª rodada da Bundesliga.
No dia 7 de fevereiro, Luis Advíncula sofreu um acidente de carro na Alemanha, mas felizmente não teve danos severos, apenas lesões leves.
Fez sua segunda e última partida pelo time alemão no dia 9 de março, entrando no segundo tempo da vitória por 3 a 0 sobre o Greuther Furth, pela 28ª rodada do Campeonato Alemão.

### Ponte Preta
Sem espaço no Hoffenheim, Advíncula é cedido por empréstimo até o final de 2013 para a Ponte Preta. Indicado pelo então técnico Paulo César Carpegiani, o lateral peruano chegou com a expectativa de ser o titular no lado direito da Macaca após a saída de Cicinho para o Santos. Sua estreia foi na derrota por 1 a 0 para o Nacional-AM, pela Copa do Brasil. A passagem de Advíncula pelo futebol brasileiro foi decepcionante: tornou-se apenas a terceira opção na lateral-direita (atrás de Régis e Artur), entrou em campo apenas seis vezes (sendo apenas três como titular) e foi afastado do elenco por ser considerado descompromissado. Após ser avaliado como "tecnicamente fraco" pelo treinador Jorginho, o peruano foi desligado do clube no dia 29 de outubro.

### Retorno ao Sporting Cristal
Após a passagem apagada em Campinas e sem chances no Hoffenheim, o jogador retornou por empréstimo de um ano ao clube no qual se destacou. Jogou a fase prévia da Libertadores, onde o Sporting Cristal foi eliminado pelo Atlético Paranaense. Em meados de 2014, transferiu-se para o Vitória de Setúbal, de Portugal.

### Vitória de Setúbal
Na equipe portuguesa, juntou-se aos compatriotas Junior Ponce e Wilder Cartagena. Realizou sua estreia pelos sadinos atuando como titular no empate por 1 a 1 diante da Académica no dia 29 de agosto. Teve algumas atuações de destaque pelo Vitória, sendo escolhido entre os onze melhores da 10ª rodada da Primeira Liga e eleito o melhor jogador da partida contra o Marítimo, na qual deu assistência para o único gol da partida.
No dia 11 de fevereiro, na partida contra o Benfica válida pela Taça da Liga, Advíncula foi expulso ainda no primeiro tempo após cometer um pênalti.

### Bursaspor
Em agosto de 2015, foi contratado por três anos pelo Bursaspor junto ao Hoffenheim, por 700 mil euros. Fez sua estreia entrando no segundo tempo da Supercopa da Turquia contra o Galatasaray.

### Newell's Old Boys
Em 14 de janeiro de 2016, o peruano foi emprestado por um ano ao Newell's Old Boys, com opção de compra de 1 milhão e 500 mil euros. Advíncula virou xodó da torcida no clube argentino, tendo marcado seu primeiro gol no dia 17 de fevereiro contra o Racing, dando também duas assistências na vitória dos leprosos.

### Tigres
Sem acordo financeiro para sua permanência em Rosário, Advíncula foi negociado por 560 mil euros com o Tigres, então campeão mexicano. No entanto, não conseguiu se firmar no time de Tuca Ferretti e deixou o clube após 14 jogos.

### Lobos BUAP
Em 7 de junho, Advíncula foi cedido por empréstimo ao recém-promovido Lobos Buap, onde teve algumas atuações de destaque. Marcou dois gols e deu duas assistências em 28 partidas pela equipe mexicana, o que despertou o interesse de clubes da Rússia, Turquia e Espanha, para onde acabou se transferindo.

### Rayo Vallecano
Em 29 de julho de 2018, o veloz lateral peruano chegou ao Rayo Vallecano, cedido pelo Tigres por empréstimo com opção de compra. Atuou em 29 jogos pelo Campeonato Espanhol, o que fez com que o Rayo Vallecano comprasse seus direitos em definitivo, pagando 3 milhões de euros aos mexicanos.
Mesmo com o rebaixamento, Advíncula seguiu na equipe madrilenha para a temporada 2019–20, sendo presença frequente no time titular durante a campanha do clube na Segunda Divisão Espanhola.

### Boca Juniors
Em 10 de julho de 2021, sua saída para o futebol argentino foi confirmada depois que o Rayo Vallecano aceitou uma oferta de 2,5 milhões de dólares do Boca Juniors. Ele estreou no dia 4 de agosto contra o River Plate nas oitavas de final da Copa da Argentina, vencendo por 4 a 1 nos pênaltis.

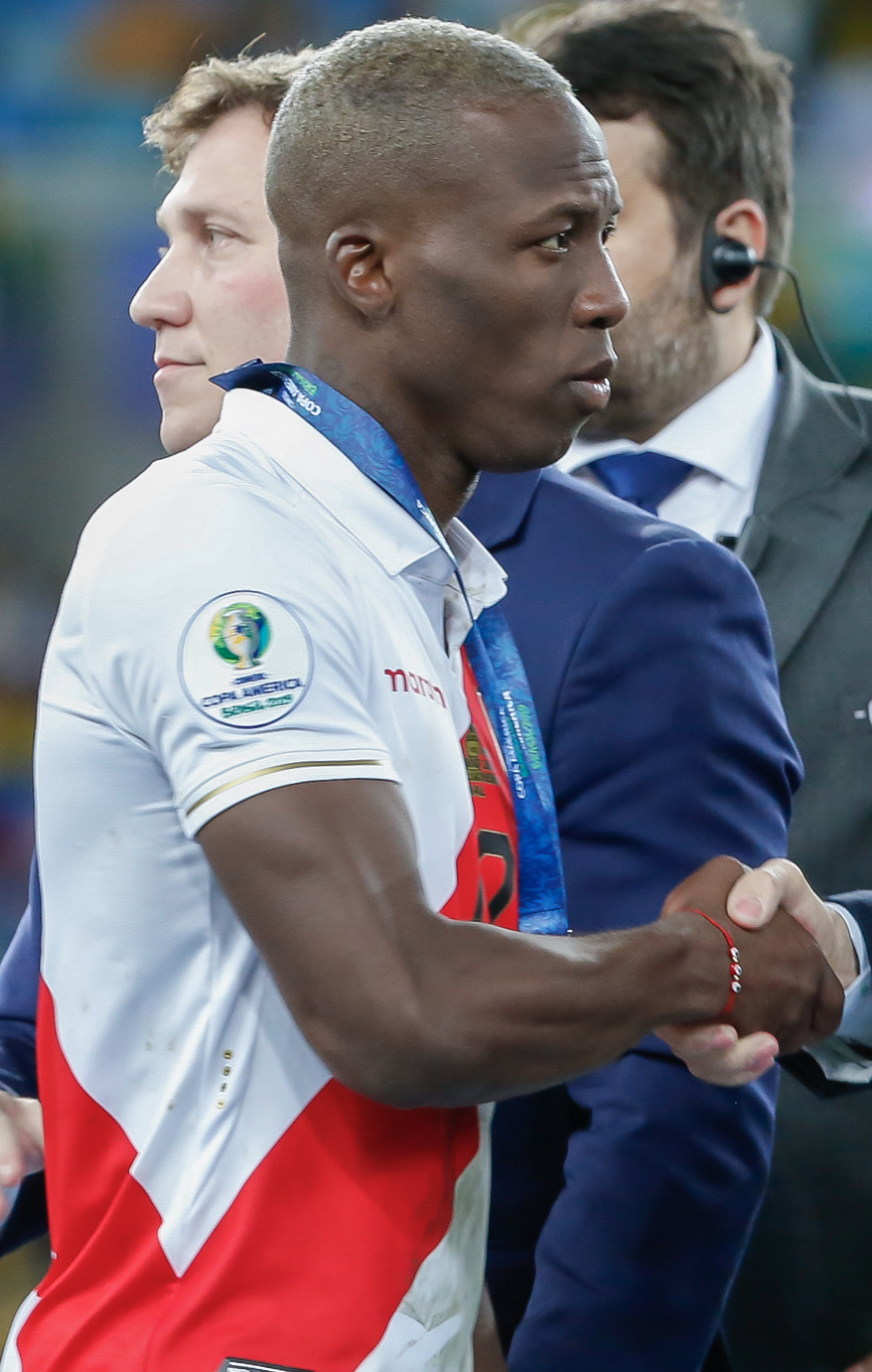
Advíncula durante a final da Copa América de 2019

## Seleção Peruana

### Sub-20
Atuou em duas partidas no Sul-Americano Sub-20 de 2009, disputado na Venezuela.

### Principal
Realizou sua estreia pela Seleção Peruana em 4 de setembro de 2010, em um amistoso contra o Canadá. Foi convocado por Sergio Markarián para disputar a Copa América em 2011, na Argentina, atuando em cinco partidas.
Com Ricardo Gareca, Advíncula foi titular durante a Copa América de 2015 e também nas disputas da Copa do Mundo FIFA de 2018 e no vice-campeonato da Copa América de 2019.

## Títulos
Sporting Cristal
- Campeonato Peruano: 2012

Tigres
- Campeonato Mexicano: 2016 (Apertura)

Boca Juniors
- Copa da Argentina: 2019–20
- Copa da Liga Profissional: 2022
- Campeonato Argentino: 2022
- Supercopa Argentina: 2022

Seleção Peruana
- Copa Kirin: 2011

### Prêmios individuais
- Seleção da Copa Libertadores da América: 2023[26]
- Equipe Ideal da América (El País): 2023